# High Chaparral
A High Chaparral 1966-ban létrehozott tematikus szórakoztató park Svédországban, Värnamo település közelében, amit Bengt Erlandson hozott létre. Több kisebb terület található benne, például vadnyugati, indián és mexikói témájú terület, amik tele vannak kulturális tárgyakkal, régi járművekkel, hidegháborús különlegességekkel, továbbá található a parkban egy hatalmas Lenin-szobor is. A park területén egy gőzmozdony által húzott vonat közlekedik. Naponta számos kaszkadőrshow-t  tartanak.